# Max Plüddemann

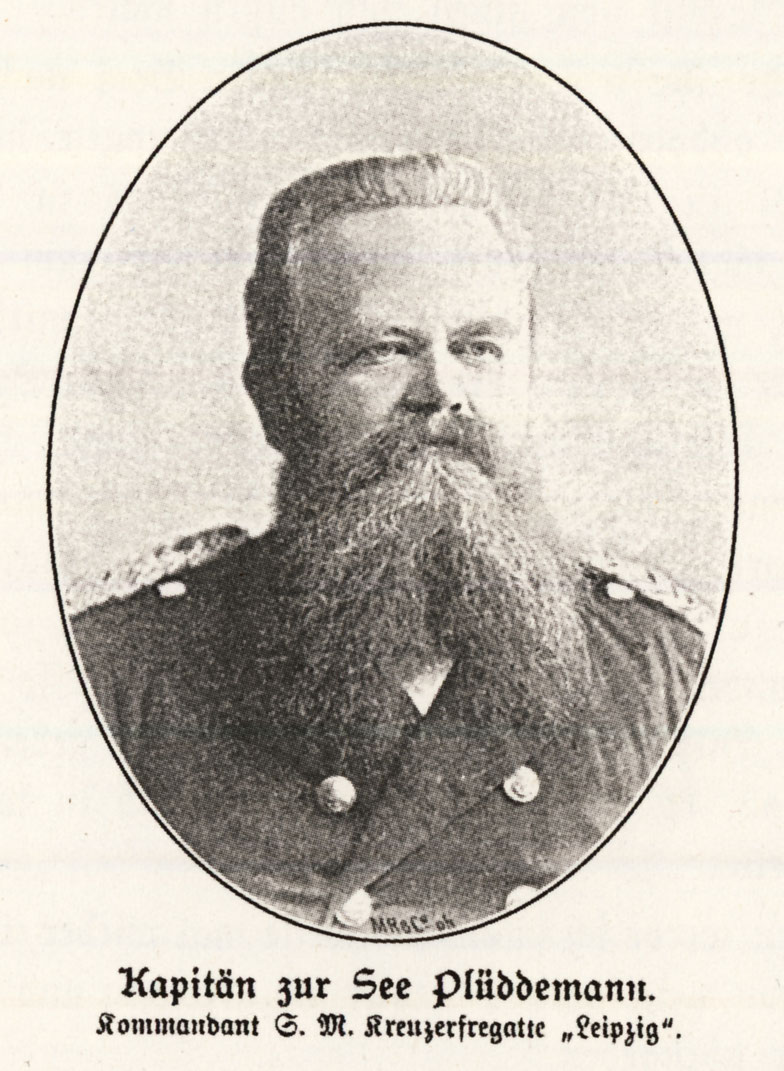
Max Plüddemann als Kapitän zur See, etwa 1889

Max F. Plüddemann (* 12. Februar 1846 in Stettin; † 23. Januar 1910 in Kleinmachnow bei Berlin) war ein deutscher Konteradmiral der Kaiserlichen Marine, der sich außerdem als Autor und Publizist zu Marinethemen hervortat.

## Marinekarriere
Plüddemann entstammte einer preußischen Beamtenfamilie. 17-jährig trat er am 15. Juni 1863 in die Preußische Marine ein und absolvierte die Grundausbildung bis September des gleichen Jahres auf der Niobe. Danach tat er bis Februar 1864 auf dem Seekadetteninstitut Dienst und diente anschließend, nach der Ernennung zum Kadetten am 2. März, auf verschiedenen Schiffen der Marine des Norddeutschen Bundes sowie in der Stammdivision der Ostseeflotte und vom 1. November 1866 bis zum 13. Juli 1867 auf der in Kiel neu gegründeten Marineschule. 1867 erfolgte auch die Beförderung zum Unterleutnant. In der Folge wurde Plüddemann bis Juli 1870 als Wachoffizier nacheinander auf die Fregatte Thetis, die Gedeckten Korvette Hertha, die Fregatte Gefion und die Briggs Musquito und Rover kommandiert. 1870 wurde er zum Leutnant zur See befördert und erhielt vom 18. Juli des Jahres bis zum 21. April 1871 erneut einen Dienstposten als Wachoffizier auf der Gedeckten Korvette Elisabeth. Anschließend diente er in gleicher Funktion noch auf dem Panzerschiff Kronprinz und der Gedeckten Korvette Gazelle. Ab dem 5. Mai 1873 tat er als Adjutant bei der I. Werftdivision Dienst. Von April bis Mai 1874 war er kurzzeitig als Erster Offizier auf der Musquito, kam anschließend als Kapitänleutnant (seit 17. Februar 1874) in gleicher Funktion auf die Glattdeckskorvette Nymphe und war zugleich vom 25. September bis 15. Oktober 1874 mit der Wahrnehmung der Geschäfte des Kommandanten beauftragt.
Anschließend begann für Plüddemann im Oktober 1874 der übliche Turnus zwischen insgesamt drei halbjährlichen Lehrgängen (sog. Coeti) an der Kieler Marineakademie und Bordkommandos, die er als Batterieoffizier auf der Kronprinz und auf der Panzerfregatte Friedrich Carl jeweils zwischen den Lehrgängen absolvierte.
Ab dem 6. Oktober 1877 folgte dann der erste Überseeeinsatz, der Plüddemann als Navigationsoffizier auf der Gedeckten Korvette Leipzig zunächst nach Südamerika führte, wo das Schiff unter seinem Kommandanten Karl Paschen Teil einer deutschen Marinedemonstration in Corinto/Nicaragua im Kontext der Eisenstuck-Affäre war. Anschließend vollzog das Schiff über Hawaii, Japan, China, Singapur, Mauritius, Kapstadt und Plymouth eine Weltumrundung und kehrte am 27. September 1879 nach Kiel zurück.
Vom 19. Oktober 1879 bis zum 30. September 1881 diente Plüddemann als Assistent des Oberwerftdirektors an der Kaiserlichen Werft Wilhelmshaven. In diese Dienstzeit fiel seine Beförderung zum Korvettenkapitän. Am 1. Oktober 1881 wurde er in die Kaiserliche Admiralität versetzt. Seinen Posten als Dezernent im Hydrographischen Amt bekleidete er bis zum September 1883 und war ab Mai 1883 gleichzeitig als Erster Offizier auf der nun zum Übungsgeschwader gehörenden Kronprinz kommandiert.
Am 28. September 1883 trat Plüddemann die Ausreise nach Montevideo an, um dort am 23. November das Kommando auf dem Kanonenboot Albatross, seiner ersten Kommandantenverwendung, zu übernehmen. Er führte das Schiff durch die Magellanstraße und über Valparaíso in die Südsee. Am 30. Mai 1884 erreichte das Schiff die Hauptstadt der Inselgruppe Samoa, Apia, zu dieser Zeit Zentrum des dortigen deutschen Interessengebietes. Plüddemann übernahm hier mit seinem Schiff die Aufgabe der Machtprojektion zur Unterstützung deutscher Wirtschaftsinteressen gegenüber den Rivalen aus den USA und Großbritannien. Im November 1884 wurde Albatros unter Plüddemann in Apia permanent stationiert. Plüddemann unterstützte die dortige deutsche Kolonialverwaltung und war in Abwesenheit von ranghohen Diplomaten und Seeoffizieren von Mai bis Oktober 1884 Dienstältester Seeoffizier auf der Südseestation. Deutsche Machtansprüche setzte Plüddemann dabei auch mit Gewalt durch, so besetzte ein Landungskorps der Albatros den Regierungssitz Mulinuu, um dort die deutsche Flagge aufzuziehen. Von September bis Oktober 1885 schloss Plüddemann dann Schutzverträge mit den Häuptlingen der Karolinen- und Palau-Inseln ab und nahm weitere Flaggenhissungen als Akt der völkerrechtlichen Besitzergreifung vor, so etwa am 13. Oktober auf der Insel Ponape. Am 21. November 1885 trat er die Heimreise aus der Südsee an und wurde nach seiner Rückkehr Mitglied der Schiffsprüfungskommission des Reichsmarineamtes. Zum Teil zeitgleich mit dieser Verwendung führte er vom 27. September bis zum 23. Dezember 1886 Oldenburg, das erste in Deutschland vollständig aus Stahl und ohne Takelage gebaute Panzerschiff.
Seine Position im Reichsmarineamt behielt Plüddemann bis zum 22. Mai 1888. In der Zwischenzeit erfolgte auch seine Beförderung zum Kapitän zur See. Anschließend übernahm er das Panzerschiff Baden und vom 21. September 1888 bis zum 21. Februar 1889 das Panzerschiff Bayern als Kommandant.
Ab Februar 1889 wurde Plüddemann erneut in Übersee eingesetzt und übernahm am 31. März 1889 die vor Sansibar liegende Leipzig, zu dieser Zeit Flaggschiff des von Konteradmiral Karl August Deinhard geführten Permanenten Kreuzergeschwaders. Dieses Kommando hatte er bis zum 4. November 1890 inne.
In diese Dienstzeit Plüddemanns fällt der Aufstand der ostafrikanischen Küstenbevölkerung sowie dessen Niederschlagung durch die Wissmann-Truppe und die Kaiserliche Marine, an der Plüddemann mit der Leipzig Anteil hatte.
Zwischen März und Mai 1890 war er nach Deinhards Ablösung zugleich auch noch mit der Wahrnehmung der Geschäfte des Chefs des Kreuzergeschwaders beauftragt.
Zurückgekehrt aus Ostafrika wurde Plüddemann vom 30. Dezember 1890 bis zum 14. September 1896 Präses der Schiffsprüfungskommission und anschließend Vorstand der Nautischen Abteilung im Reichsmarineamt. In dieser Eigenschaft am 13. Mai 1895 zum Konteradmiral befördert, wurde Plüddemann am 15. Juni 1897 zur Disposition gestellt.

## Tätigkeit als Autor und Publizist
Nach seiner aktiven Dienstzeit betätigte sich Plüddemann in vielfältiger Weise als Autor, Publizist, Übersetzer, Militärhistoriker und ab 1901 auch als Herausgeber eines jährlichen Flottenkalenders für den Deutschen Flottenverein.
Zum einen nutzte Plüddemann dazu seine vielfältigen Erfahrungen auf dem Gebiet des modernen Schiffbaus. Zu seinen wichtigsten Schriften gehörte daher u. a. der Artikel Kriegsschiffe im ersten Jahrgang des von ihm herausgegebenen Flottenkalenders sowie Modernes Seekriegswesen von 1902. Weiterhin fertigte er mehrere umfangreiche Übersetzungen aus dem Englischen an, wie z. B. von Evelyn Baring, 1. Earl of Cromer: Das heutige Aegypten, 2 Bände, Berlin 1908, Königin Victorias Briefwechsel und Tagebuchblätter, 2 Bände, Berlin 1908; Admiral Sir Edmund Freemantle: Die Marine, wie ich sie gekannt habe: Fünfzig Jahre zur See - 1849-1899, Berlin 1906; Herzog von Cambridge: Militärische Tagebuchblätter, Berlin 1907 und Major W.J.Ottley: Mit der bewaffneten britischen Gesandtschaft bis Lhasa, Berlin 1907. Zuletzt, aufgrund seiner Auslandserfahrungen bei den deutschen Kolonialbestrebungen, veröffentlichte er eine Vielzahl von Schriften zu kolonialen Konflikten, wie etwa Der Krieg um Cuba im Sommer 1898 (englisch: Comments of Rear-Admiral Plüddemann, on the main features of the war with Spain, Washington, 1898) und beteiligte sich auch aktiv an der derzeitigen Propaganda für den deutschen Kolonialismus und die mit der Flottenbegeisterung in der Bevölkerung einhergehende Marinerüstung.
So verfasste er bereits im ersten Jahrgang 1901 des Flottenkalenders eine Art Leitartikel Kaiser Wilhelm II. und die Deutsche Flotte, in dem er schreibt:
„… die Zeiten und Verhältnisse ändern sich, wir müssen ihnen auch fernerhin Rechnung tragen und aufpassen, daß wir nicht bei dem allgemeinen Ansturm sämtlicher Seestaaten zur Erringung von Seegewalt und Geltung im Weltverkehr ins Hintertreffen geraten. Doch das Vaterland kann ruhig sein: Der Kaiser steht selbst auf der Wacht.“ (Max Plüggemann)
Weiterhin beteiligte er sich, obwohl er 1900/01 nicht aktiv an der Niederschlagung des Boxeraufstands beteiligt war, publizistisch an der Heldenverehrung für die dort beteiligten deutschen Offiziere und Soldaten und verfasste Artikel über die „Lehren“ für künftige Aktionen der Marineinfanterie aus den Kämpfen in China.
Ab 1899 schrieb Plüddemann darüber hinaus regelmäßig Aufsätze in der Berliner Zeitung Die Woche, häufig zu Themen der Tagespolitik mit Bezug auf die Marine.
Plüddemann verstarb 1910, seine Grabstelle auf dem Berliner Garnisonsfriedhof ist erhalten.

## Weiteres
Der Förderverein Alter Berliner Garnisonfriedhof e.V. präsentierte ab dem 10. Mai 2014 eine Ausstellung über Max Plüddemann. Hintergrund war die 100. Wiederkehr des Beginns des Ersten Weltkrieges, obwohl Plüddemann bereits vier Jahre vor Kriegsbeginn verstorben war. Die Ausstellung, die bis August 2015 andauerte, trug den Titel: Marineoffizier Max Plüddemann im Dienste dreier Kaiser - Übersee-Präludien zum I. Weltkrieg.
Gegenstand der Ausstellung war unter anderem auch der in seinem Schriftwerk ersichtliche Gegensatz Plüddemanns, zwischen dem angesehenen, auch im Ausland geachteten Übersetzer und Fachmann für Schiffbau, Nautik, Militärgeschichte, Marinestrategie und -taktik einerseits und dem Propagandisten des kaiserlichen Flottenrüstungsprogramms und seiner rücksichtslosen Kolonialpolitik andererseits.

## Aufsätze, Bücher und Übersetzungen (Auswahl)
- Comments of Rear-Admiral Plüddemann, on the main features of the war with Spain. Washington 1898.
- Der Krieg um Cuba im Sommer 1898. Berlin 1899.
- Fürst Bismarck und die Karolinen. Ein zeitgemäßer politischer Rückblick. In: Die Woche. Ausgabe 16/1899.
- Unsere Flaggenhissung auf den Karolinen im Jahre 1885. In: Die Woche. Ausgabe 16/1899.
- Das Linienschiff am Ende des 19. Jahrhunderts. In: Die Woche. Ausgabe 33/1899.
- Der Reichstag und die Flottenfrage. In: Die Woche. Ausgabe 1/1900.
- Das Linienschiff am Ende des 19. Jahrhunderts. In: Die Woche. Ausgabe 35/1900.
- Bei unseren Blaujacken. In: Die Woche. Ausgabe 35/1900.
- Die Flagge auf Kriegsschiffen. In: Die Woche. Ausgabe 41/1900.
- Wie sich unsere Marine entwickelt. In: Die Woche. Ausgabe 47/1900.
- Kaiser Wilhelm II. und die Deutsche Flotte. In: Kalender des deutschen Flottenvereins für 1901. S. 49 ff.
- Kriegsschiffe. In: Kalender des deutschen Flottenvereins für 1901. S. 77 ff.
- China. In: Kalender des deutschen Flottenvereins für 1901. S. 160 ff.
- Die deutsche Flottenfrage ruht nicht. In: Illustrierter Flottenkalender für 1902. Minden 1902.
- Modernes Seekriegswesen. Berlin 1902.
- Die Sicherung der Seeschiffahrtsstraßen. In: Die Woche. Ausgabe 47/1903.
- Admiral Sir E.R. Freemantle, "Die Marine, wie ich sie gekannt habe: Fünfzig Jahre zur See. (Übersetzung aus dem Englischen), Berlin 1906.
- Herzog von Cambridge, "Militärische Tagebücher. 2 Bände, (Übersetzung aus dem Englischen), Berlin 1907.
- W.J. Otley, "Tibet. Mit der bewaffneten britischen Gesandtschaft bis Lhasa. (Übersetzung aus dem Englischen), Berlin 1907.
- Evelyn Earl of Cromer: Das heutige Aegypten. 2 Bände, (Übersetzung aus dem Englischen), Berlin 1908.
- A.C. Benson und Lord Esher: Königin Victorias Briefwechsel und Tagebuchblätter. 2 Bände, (Übersetzung aus dem Englischen), Berlin 1908.
- Evelyn Wood, "Vom Seekadetten zum Feldmarschall. (Übersetzung aus dem Englischen), Berlin 1910.
- Die Laufbahnen in der Kaiserlichen Marine. Minden 1916. (Posthum veröffentlicht).